# 马夏戈普里莫
马夏戈普里莫（義大利語：Masciago Primo），是意大利瓦雷泽省的一个市镇。总面积1平方公里，人口288人，人口密度288.0人/平方公里（2009年）。国家统计（ISTAT）代码为012100。